# 알바 리바스
알바 리바스(Alba Ribas, 1988년 1월 5일 ~ )는 스페인의 배우이다.